# Sałki Małe
Sałki Małe (lit. Mažosios Sėlos) − wieś na Litwie, zamieszkana przez 84 ludzi, w gminie rejonowej Soleczniki, 3 km na północny wschód od Sałek Wielkich.